# Barbara Hendricks (politiker)

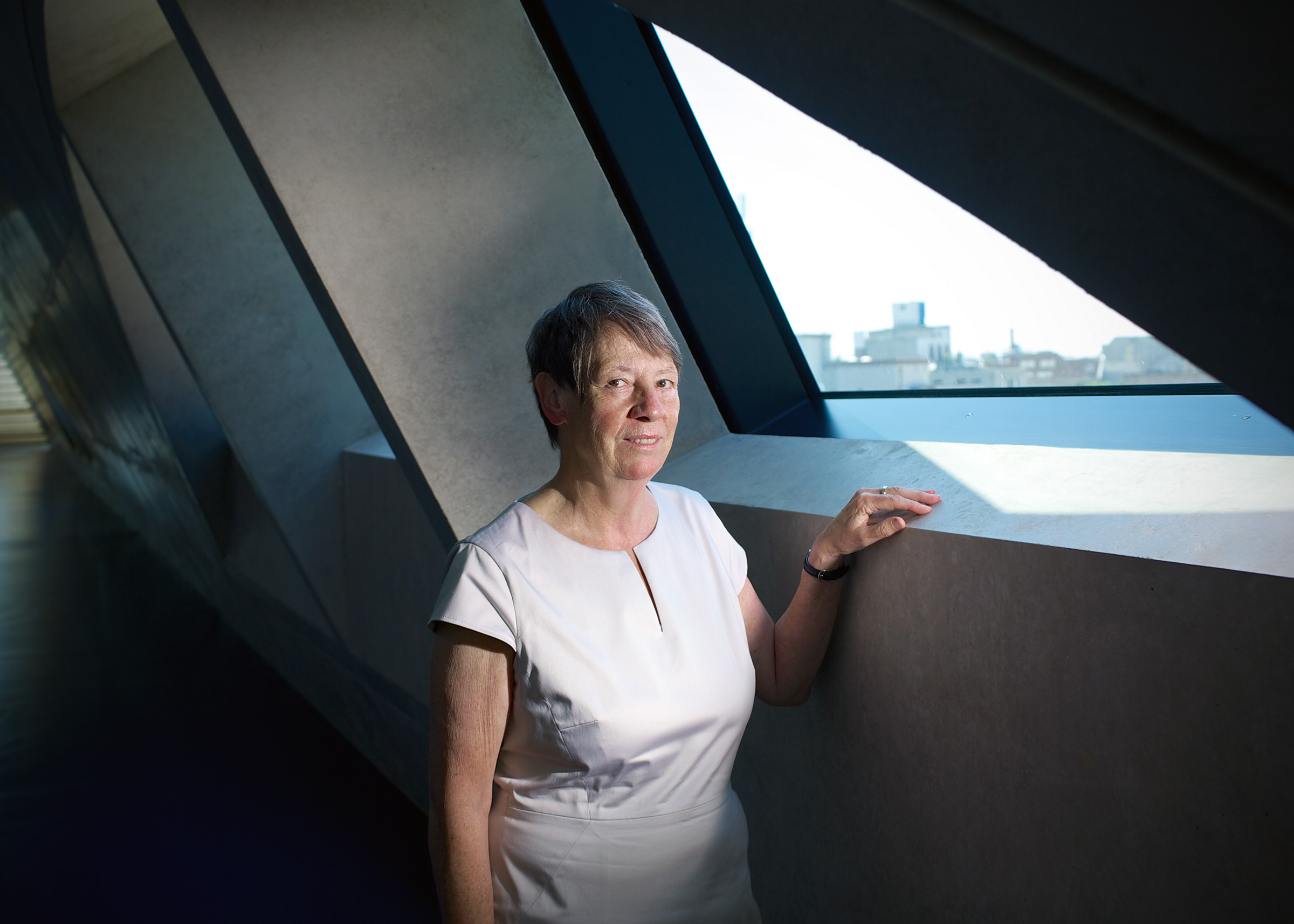
Barbara Hendricks (2015)

Barbara Anne Hendricks, född 29 april 1952 i Kleve i dåvarande Västtyskland, är en tysk socialdemokratisk politiker tillhörande Tysklands socialdemokratiska parti (SPD). Från 17 december 2013 till 14 mars 2018 var hon Tysklands federala minister för miljö, naturskydd, byggnation och kärnkraftssäkerhet i Angela Merkels tredje regering.
Hendricks var 2007–2013 kassör för partiet SPD på federal nivå och dessförinnan 1998–2007 statssekreterare på Tysklands finansministerium. Sedan 1994 är hon ledamot av Tysklands förbundsdag. Inför förbundsdagsvalet 2009 var hon medlem av SPD:s skuggregering som ansvarig för konsumentfrågor.
Hon har en gymnasielärarexamen i historia och samhällsvetenskap från Bonns universitet och är filosofie doktor i historia; hon disputerade på margarinindustrins utveckling vid nedre Niederrhein.